# Hamazasp I d'Ibèria
Hamazasp I o Amazasp I d'Ibèria fou un rei d'Ibèria que hauria regnat des de vers el 103 al 113 segons Brosset o del 106 al 116 segons Toumanoff, però probablement del 105 al 114. Les cròniques tradicionals georgianes el fan rei a Armazi. La crònica de Léonti Mroveli dona molt poca informació sobre el seu regnat, diu només que fou el 14è rei i que fou el fill i successor d'Azork d'Ibèria. Fou el pare de Pharsman II el Benefactor (Kveni)
Un epitafi contemporani trobat a Roma indica que sota Trajà vers l'any 114, «l'il·lustre parent del rei, Amazaspus, germà del rei Mitridates, nadiu de les terres properes de la mar Càspia, iber, fill d'iber, fou enterrat aquí... després d'haver mort en un combat contra els parts». Es creu que aquest Amazaspus era el comandant de les forces d'Ibèria aliades de Roma a la batalla de Nísibis i que era un fill segon del rei Pharsman I d'Ibèria. L'existència d'altres Mitridates complica la identificació, ja que el fill petit de Pharsman d'Iberia fou Qartam d'Ibèria; no és propi parlar del parent del rei i després del germà del rei, i semblaria que la filiació doncs no està ben establerta.